# Polar Satellite Launch Vehicle
Il Polar Satellite Launch Vehicle, conosciuto più comunemente come PSLV, è un lanciatore del programma spaziale indiano, sviluppato dall'ISRO, l'Organizzazione Indiana per le Ricerche Spaziali, inizialmente sviluppato per permettere il lancio della costellazione di satelliti Indian Remote Sensing in orbita eliosincrona che era, fino all'avvento del PSLV, possibile solo grazie all'utilizzo di lanciatori russi Vostok.
Il PSLV può anche portare piccoli satelliti in un'orbita di trasferimento geostazionaria (GTO), e il lanciatore è diventato il principale mezzo per le missioni spaziali indiane, avendo lanciato la prima sonda lunare in orbita, la Chandrayaan-1, la prima sonda interplanetaria, la Mars Orbiter Mission (MOM) ed il primo osservatorio spaziale indiano, l'Astrosat.
Con il suo 39º lancio, avvenuto il 15 febbraio 2017 con un PSLV-XL, ha stabilito un record mondiale portando in orbita 104 satelliti in un unico lancio. Il carico era infatti composto da un satellite da circa 700 kg, due nanosatelliti e 101 CubeSat, tutti quanti inseriti correttamente in orbita eliosincrona.

## Sviluppo
Lo sviluppo del PSLV è cominciato agli inizi degli anni novanta, al Centro Spaziale Vikram Sarabhai, nel Kerala. Per creare tutti i sistemi del lanciatore si sono unite più organizzazioni e compagnie da più zone dell'India:
- Il sistema inerziale del lanciatore è stato sviluppato dall'Unità Sistemi Inerziali dell'ISRO (IISU) a Thiruvananthapuram;
- I motori a propellente liquido per il secondo ed il quarto stadio sono stati sviluppati dal Centro Sistemi Propulsione Liquida (LPSC) nel Tamil Nadu;
- I motori a propellente solido sono stati sviluppati e prodotti al Centro spaziale Satish Dhawan a Sriharikota, dove si svolgono anche le operazioni di lancio.

Il primo lancio di prova del PSLV è avvenuto il 20 settembre del 1993. Il primo stadio del PSLV ha funzionato come da programma, ma un problema al sistema di controllo dell'assetto ha provocato la collisione tra il secondo e il terzo stadio portando il satellite a bruciare nell'atmosfera. Dopo il fallimento iniziale, nel 1994 il PSLV completa con successo la sua seconda missione. Il quarto lancio fallisce parzialmente lasciando il satellite in un'orbita più bassa di quella programmata, ma da allora, il PSLV ha eseguito con successo tutti i propri lanci senza errori.
Il PSLV è specializzato nel portare carichi nell'orbita terrestre bassa, ed ha ricevuto numerosi cambiamenti e migliorie, che hanno portato ad avere delle varianti del lanciatore standard, con miglioramenti della spinta, dell'efficienza e del peso.

## Specifiche
Il PSLV è dotato di 4 stadi che sono alternati tra propellente solido e liquido. Il primo stadio del lanciatore è fatto di acciaio Maraging, con un peso a vuoto di 30 200 kg, che viene riempito per il lancio con 138 t di polibutadiene idrossile-terminato e sviluppa una spinta massima di circa 4 800 kN. Il controllo del beccheggio e dell'imbardata durante l'utilizzo del primo stadio è fornito dal Secondary Injection Thrust Vector Control System (SITVC), che inietta una soluzione acquosa di perclorato di stronzio nell'ugello per produrre una spinta asimmetrica. La soluzione è contenuta in due serbatoi di alluminio agganciati al motore e pressurizzati con azoto. Il controllo del rollio è fornito da due piccoli motori a propellente liquido ai lati opposti dello stadio, i Roll Control Thrusters (RCT).
Nei PSLV e PSLV-XL, la spinta del primo stadio è aumentata da 6 razzi ausiliari a propellente liquido, mentre il PSLV-CA non ne utilizza. Quattro razzi ausiliari vengono accesi al suolo, mentre i restanti due vengono accesi 25 secondi dopo il lancio. Nel PSLV standard, ogni razzo ausiliare trasporta 9 tonnellate di propellente e produce 510 kN di spinta. Il PSLV-XL utilizza razzi più larghi che possono trasportare fino a 12 tonnellate di propellente e producono 719 kN di spinta. Due razzi ausiliari sono equipaggiati di SITVC per migliorare il controllo dell'assetto.
Il secondo stadio utilizza un motore Vikas ed è caricato con 41,5 t di propellente liquido, dimetilidrazina asimmetrica (UDMH) come carburante e tetrossido di diazoto (N2O4) come ossidante e genera una spinta di 800 kN. Il motore viene inclinato idraulicamente di ±4° per fornire il controllo del beccheggio e dell'imbardata, mentre il controllo del rollio avviene tramite due motori a gas.
Il terzo stadio utilizza 7 t di polibutadiene idrossile-terminato come propellente solido e produce una spinta massima di 240 kN. Il controllo del beccheggio e dell'imbardata viene fornito da un ugello inclinabile di ±2°, mentre il controllo del rollio viene fornito dal sistema RCS del quarto stadio.
Il quarto stadio da una coppia di motori che utilizzano monometilidrazina e una soluzione di monossido di azoto in tetraossido di diazoto e diossido di azoto. Ogni motore sviluppa una spinta di 7,6 kN ed è inclinato di ±3° per fornire il controllo del beccheggio, del rollio e dell'imbardata durante l'accensione dei motori. Il controllo dell'assetto durante la fase di volo senza motori è fornito dagli RCS. Lo stadio è caricato con 2500 kg di propellente nel PSLV e nel PSLV-XL e con 2100 kg nel PSLV-CA.

### Varianti
La ISRO ha disposto diverse varianti del PSLV per poter effettuare un raggio più ampio di missioni. Al momento ci sono 3 varianti del PSLV operative: il PSLV-G, standard, il PSLV-CA, senza booster laterali, ed il PSLV-XL, con booster laterali più grandi rispetto alla versione standard. Queste configurazioni permettono un raggio di carichi in orbita che vanno dai 3800 kg in orbita terrestre bassa ai 1800 kg in orbita eliosincrona.

#### PSLV-G
La versione standard del PSLV, ha 4 stadi a propellente liquido e solido alternati e 6 booster laterali. Ha una capacità di lancio di 1678 kg in un'orbita eliosincrona di 622 km.

#### PSLV-CA
Il PLSV-CA, che sta per Core Alone (solo il centro), è una variante del PSLV che non dispone dei booster laterali. Il quarto stadio ha 400 kg di propellente in meno rispetto alle altre varianti del PSLV ed ha una capacità di lancio di 1100 kg in un'orbita eliosincrona di 622 km.

#### PSLV-XL
Il PSLV-XL è la variante più potente del PSLV, che dispone di 6 booster laterali più grandi e più potenti. La capacità di carico di questa variante è di 1800 kg rispetto ai 1600 della versione standard.

#### PSLV-3S (In sviluppo)
È in via di sviluppo una versione ridotta del PSLV, con solo 3 stadi (rimosso il secondo stadio della versione standard), senza booster laterali e capace di portare un carico di 500 kg in orbita terrestre bassa.

## Lanci
| Variante             | Lanci | Successi | Fallimenti | Fallimenti parziali | Note |
| -------------------- | ----- | -------- | ---------- | ------------------- | ---- |
| PSLV (Standard)      | 12    | 10       | 1          | 1                   |      |
| PSLV-CA (Core Alone) | 11    | 11       | 0          | 0                   |      |
| PSLV-XL (Extended)   | 18    | 17       | 1          | 0                   |      |